# Albioma
Albioma est un producteur d'énergie renouvelable indépendant engagé dans la transition énergétique grâce aux énergies renouvelables (biomasse, solaire et géothermie).  
Il est implanté en Outre-mer français, dans l’Hexagone, à l’île Maurice, au Brésil, en Turquie, au Canada et en Australie.

## Activités
Le groupe, implanté en Outre-mer français, à l’Île Maurice et au Brésil, a développé depuis les années 1990 un partenariat avec l'industrie sucrière pour produire de l’énergie renouvelable à partir d'une combinaison de la bagasse, résidu fibreux de la canne à sucre, et de charbon initialement. Albioma est aussi le premier producteur d’énergie photovoltaïque en Outre-mer où il construit et exploite des projets avec stockage, ainsi que dans l’Hexagone et au Brésil.
Depuis 2021, le groupe se développe dans la géothermie, avec l’acquisition de deux centrales en Turquie.
Albioma assure plus de 40 % de la production d'électricité à La Réunion, 27 % en Guadeloupe (au Moule) et 45 % à l'île Maurice. C'est l'un des premiers producteurs d’énergie dans les DOM avec des centrales telles que Le Galion en Martinique, CTM ou Caraïbes-Énergie en Guadeloupe,, l'usine de Bois Rouge ou l'usine du Gol à La Réunion. Ces dernières, fonctionnant initialement au charbon, sont en cours de conversion à la biomasse, grâce à un partenariat avec l'office national des forêts et le recours à l'importation.
En 2018, Galion 2 est mis en service en Martinique, la première centrale 100 % biomasse/bagasse en Outre-mer. La première turbine à combustion fonctionnant au bioéthanol (le carburant initial intègre aussi 20 % de fioul léger) est installée à La Réunion en février 2019.
Les centrales doivent être converties totalement à la biomasse d'ici fin 2025.

## Actionnaires
Depuis le 13 octobre 2022, l’actionnariat d’Albioma a évolué. À l’issue d’une offre publique d’achat amicale, KKR Infrastructures, à travers l’entité Kyoto BidCo SAS, détient 94,5 % du capital d’Albioma. Parmi les autres actionnaires du Groupe, Bpifrance détient 4,4 %.
Le Groupe Albioma n’est plus coté en bourse depuis la même date.

## Fondation Albioma
Depuis le 2023, le Groupe Albioma a créé la Fondation d'entreprise Albioma qui soutient des actions de préservation de la biodiversité ainsi que des projets d'insertion professionnelle dans les Outre-mer français.